# Kim Wilson
Kim Wilson (ur. 6 stycznia 1951 w Detroit) – amerykański muzyk bluesowy, wirtuoz harmonijki ustnej, współzałożyciel i frontman legendarnego zespołu blues-rockowego The Fabulous Thunderbirds.
Kim Wilson, oprócz wykonywania standardów bluesowych (z zespołem Blues Revue), jest także cenionym kompozytorem i muzykiem sesyjnym. Styl gry zespołu The Fabulous Thunderbirds ewoluował od klasycznego, białego bluesa, poprzez teksański blues-rock, aż do funk-rocka, granego od lat 90. Solowe płyty Wilsona przesiąknięte są klasycznym bluesem i wyraźną fascynacją swingiem.
Jako harmonijkarz jest muzykiem niezwykle uniwersalnym – stylem gry nawiązuje zarówno do chicagowskich klasyków, takich jak Little Walter i Walter Horton, ale też muzyków z Zachodniego Wybrzeża, jak George Harmonica Smith. Wypracował charakterystyczne, ciepłe, ale też zadziorne i potężne brzmienie. Grywał m.in. z Erikiem Claptonem, Mickiem Jaggerem, Keithem Richardsem, Jimmym Rogersem, a także z Bonnie Rait.
25 maja 2009 na VI Gdynia Blues Festival, Kim Wilson wraz z zespołem The Fabulous Thunderbirds po raz pierwszy zagrali w Polsce.